# Jagnjilo (gmina Vladičin Han)
Jagnjilo (cyr. Јагњило) – wieś w Serbii, w okręgu pczyńskim, w gminie Vladičin Han. W 2011 roku liczyła 73 mieszkańców.